# Михайлівка (Вінницький район)
Миха́йлівка — село в Україні, у Вороновицькій селищній громаді Вінницького району Вінницької області.

## Історія
Село Михайлівка засновано у 1510 році . В селі жило не більше 10 сімей, які були заселені графом Грохольським. Назва села походить від імені Михайліна — однієї з дочок графа Грохольського. В 1633 році в селі була побудована дерев'яна  церква, а в 1992 році будується нова сучасна церква за кошти місцевих жителів та при місцевій підтримці правління колгоспу ім. Чапаєва.
30 квітня 1831 року під час Польського повстання 1830—1831 років капітан Куровський повів біля Михайлівки ескадрон проти росіян з Маківки.
В 1918 році на селі проголошується радянська влада, а в 1929 році в селі проведено колективізацію, утворено колгосп ім. Петровського.
Під час другого голодомору у 1932–1933 роках, проведеного радянською владою, загинуло 99 осіб.
В 1958 році колгосп ім.. Петровського с. Михайлівка та «Спільна праця» с. Гуменне об'єднались в один колгосп ім. Чапаєва села Михайлівка, який проіснував аж до 2000 року, коли відбулось розпаювання колективної власності і створено ТОВ СОП «Михайлівське», яке працює і до сьогодні.
У 1955 році Михайлівська та Гуменська сільські ради були об'єднані в одну — Гуменську сільську раду народних депутатів з центром в селі Гуменне.

## Сьогодення
День села відзначається 9 жовтня.
В селі функціонують Михайлівська СЗШ І-ІІІ ст., дитячий садок «Мальва», лікарська амбулаторія ЗПСМ, клуб, поштове відділення зв'язку.
Підприємства — ТОВ СОП «Михайлівське», фермерські господарства, заправка.

## Населення

### Мова
Розподіл населення за рідною мовою за даними перепису 2001 року:
| Мова       | Кількість | Відсоток |
| ---------- | --------- | -------- |
| українська | 894       | 98.68%   |
| російська  | 11        | 1.21%    |
| румунська  | 1         | 0.11%    |
| Усього     | 906       | 100%     |

## Галерея

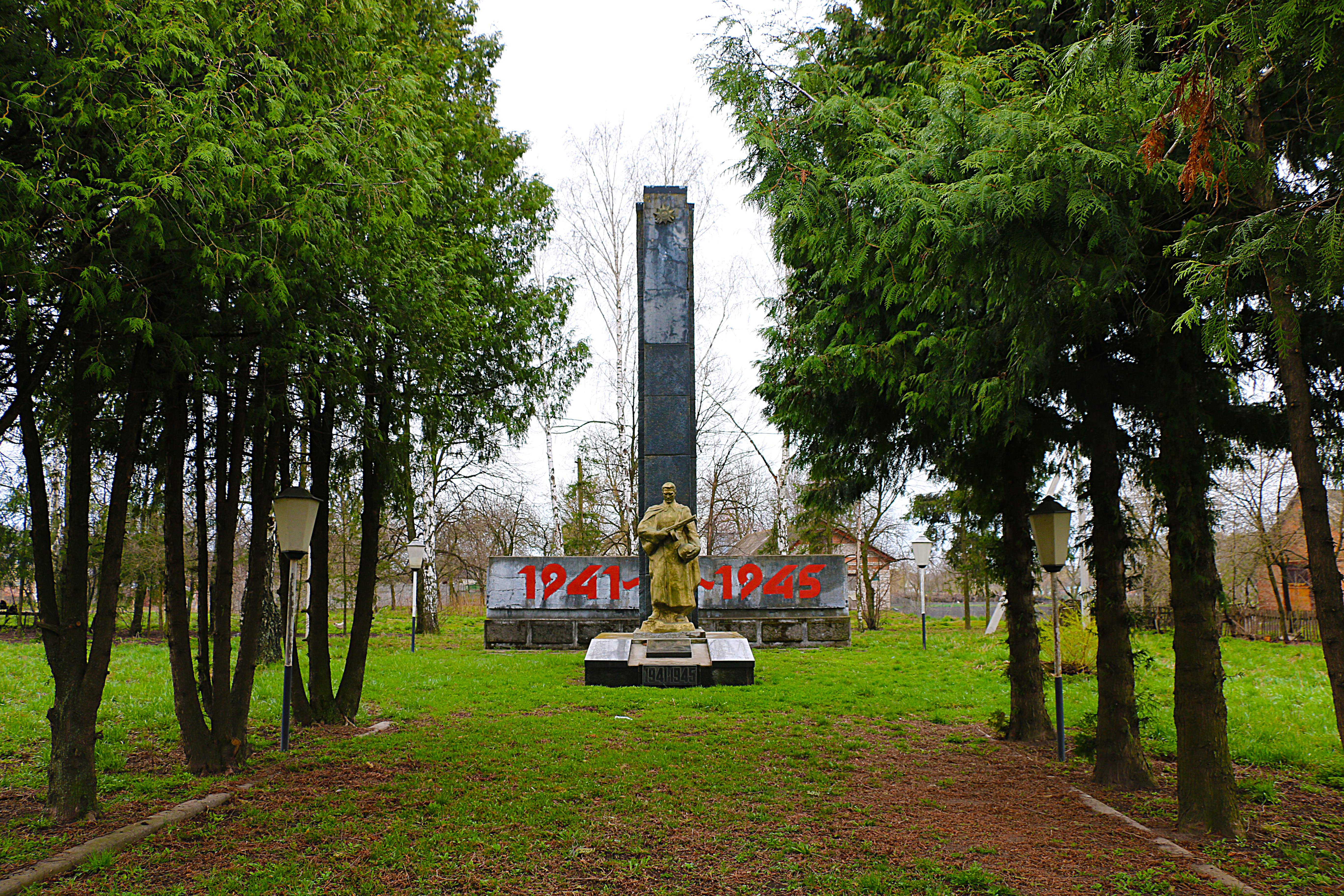
Братська могила 20 радянських воїнів і пам'ятник 87 воїнам–односельчанам